# Benedikt Höwedes
Benedikt Höwedes (Haltern, Alemanya, 29 de febrer de 1988) és un exfutbolista alemany que jugava com a defensa central. Actualment fa d'entrenador de futbol.

## Trajectòria

### Schalke 04
Höwedes va començar a jugar a les categories inferiors del Schalke 04 l'any 2001. Al gener del 2007, firma el seu primer contracte professional amb el Schalke 04 però fins al 3 d'octubre de 2007 no va fer el seu debut al primer equip i va ser contra el Rosenborg BK noruec a la Lliga de campions. El 23 de juliol de 2011 es confirma la capitania de Höwedes.

### Internacional
El seu debut amb l'absoluta va ser en un partit amistós el 29 de maig de 2011 contra l'Uruguai, però el debut en competició oficial va ser el 7 de juny del 2011 contra l'Azerbaidjan, amb un 3-1 a favor dels alemanys, ell mateix va assistir Mesut Özil en el primer gol. El 7 de juny va ser seleccionat per a la llista provisional per anar a l'Eurocopa del 2012.
El 8 de maig de 2014 va ser inclòs pel seleccionador alemany Joachim Löw a la llista preliminar de 30 jugadors per la fase final del mundial de 2014. Posteriorment, el juny de 2014 fou ratificat com un dels 23 seleccionats per representar Alemanya a la Copa del Món de Futbol de 2014 al Brasil.

## Palmarès
| Títol              | Equip             | País     | Any  |
| ------------------ | ----------------- | -------- | ---- |
| Copa Alemanya      | FC Schalke 04     | Alemanya | 2011 |
| Supercopa Alemanya | FC Schalke 04     | Alemanya | 2011 |
| Copa Itàlia        | Juventus FC       | Itàlia   | 2018 |
| Serie A            | Juventus FC       | Itàlia   | 2018 |
| Eurocopa Sub-21    | Selecció alemanya | Alemanya | 2009 |
| Copa del Món       | Selecció alemanya | Alemanya | 2014 |